# Processo de Kimberley

Participantes e candidatos oficiais
Participante que atualmente está em conflito
Candidatos oficiais e que estão em conflito
Países da África que estão em conflito

Processo de Kimberley  (Kimberley Process Certification Scheme, abreviadamente KPCS ou simplesmente KP) é um processo de certificação de origem de diamantes concebido para evitar a compra e venda de diamantes de sangue, isto é, procedentes de áreas de conflito, guerras civis e de abusos de direitos humanos.
Foi criado em 2003 com o objetivo de evitar o financiamento de armas em países africanos em guerra civil. Em 2000, diversos países aceitaram o  Processo Kimberley, comprometendo-se a só adquirir diamantes brutos certificados (com procedência confirmada por certificado oficial) e a recusar importações vindas de áreas de conflito. Foi uma importante tentativa de romper o vínculo entre o estímulo às guerras civis e a comercialização de recursos naturais valiosos.
No entanto, a efetividade do processo foi questionada por  organizações como a Global Witness, que se retirou do esquema em  5 de dezembro de 2011, por considerar que o Processo Kimberley é falho e, de fato, não oferece reais garantias de que os diamantes vendidos no mercado não sejam  provenientes de zonas de guerra.

## História
Com a publicação de informações sobre a venda de diamantes brutos para financiar brutais guerras civis em Angola e na  Serra Leoa - tema do filme  Blood Diamond, de 2006 - e diante da ameaça de um boicote por parte dos consumidores,  os principais produtores e compradores de diamantes do mundo decidiram se reunir em Kimberley, na África do Sul, em maio de 2000, para tomar providências.
Em dezembro de 2000  Organização das Nações Unidas elaborou uma resolução para a criação de um sistema de certificação que garantisse que os diamantes disponíveis no mercado não tivessem sido vendidos para financiar guerras civis. Em novembro de 2002, o KPCS foi pactuado por  países produtores e  compradores de diamantes e também pelas  companhias que se dedicavam ao beneficiamento de diamantes brutos, como a  De Beers e as empresas representadas pelo  World Diamond Council. Angola assumiu a presidência pro tempore, em 2014.
Sobre o KPCS, a Anistia Internacional declarou:

## Funcionamento
Para que um país possa participar, deve garantir:
1. Que qualquer diamante originário do país não financie um grupo rebelde ou outra entidade que tenha como objetivo a destituição de um governo reconhecido pelas Nações Unidas.
2. Que cada diamante que se exporte seja acompanhado de um certificado que garanta que cumpre o Processo de Kimberley
3. Que não haja diamantes importados ou exportados para um país que não faça parte do KPCS.

Em 2004, a República Democrática do Congo foi expulsa do sistema de certificação por ter sido incapaz de provar a origem de seus diamantes.

## Críticas
Segundo seus críticos, a eficácia do Processo de Kimberley acabou sendo reduzida pela definição excessivamente restrita de  'diamante de sangue' adotada pelo protocolo. Tal definição incluiu somente  os "diamantes brutos utilizados por movimentos rebeldes ou seus aliados para financiar um conflito visando derrubar governos legítimos" - e apenas nesses casos.  Condições de trabalho injustas e abusos de direitos humanos não desqualificam os diamantes, segundo o protocolo. Ademais, como a definição de "conflito" é demasiadamente estreita, muitas situações que seriam normalmente consideradas como de conflito acabam não sendo assim consideradas. Quando, em 2008, o exército de  Zimbabwe se apossou de um  grande depósito de diamantes no leste do país e massacrou mais de 200 mineiros, o episódio não foi considerado como uma violação dos protocolos do Processo de  Kimberley. Segundo Ian Smillie, um dos principais arquitetos do processo e uma autoridade em diamantes de conflito,  milhares de pessoas já foram mortas, violentadas, feridas e escravizadas no Zimbabwe por causa desses diamantes, mas, nos termos do KP, não se trata de diamantes de conflito, já que as atrocidades não foram cometidas por rebeldes  - mas pelas próprias forças armadas do país".
Mesmo nos casos em que ocorre a suspensão de um signatário do KP — como no caso da República Centro Africana, onde os diamantes ajudaram a financiar uma guerra genocida que matou milhares de pessoas em 2013 — os diamantes de sangue acabam saindo ilegalmente do país. Um painel de especialistas das Nações Unidas  estimou que, em 2014,  foram  contrabandeados 140.000 quilates de diamantes para fora da RCA, desde a sua suspensão, em maio de 2013.
Além disso, o lucrativo comércio dos diamantes polidos e lapidados ficou livre das restrições. Os diamantes provenientes de Israel, por exemplo, não são considerados diamantes de sangue, nos termos do Processo de Kimberley, pois não são  brutos.
Apesar das críticas, o Processo de Kimberley contribuiu para uma  significativa redução na venda de diamantes de sangue e ajudou a terminar vários  conflitos, inclusive a Guerra Civil Angolana.[carece de fontes?]

## Países participantes
Os países participantes do KPCS representam a quase totalidade do mercado mundial de diamantes.